# Campionato mondiale femminile di pallamano 2021
Il campionato mondiale femminile di pallamano 2021 è stata la 25ª edizione del massimo torneo di pallamano per squadre nazionali femminili, organizzato dalla International Handball Federation (IHF). Il torneo è iniziato il 1º dicembre e si è concluso 19 dicembre 2021, e viene disputato in Spagna. Al torneo partecipano per la prima volta 32 squadre, dopo la decisione di espandere le partecipanti dalle 24 dell'edizioni precedenti.
Il torneo è stato vinto per la quarta volta dalla Norvegia, che in finale ha battuto la Francia per 29-22.

## Formato
Il formato del torneo è stato variato rispetto all'edizione 2019, essendo stato aumentato il numero di nazionali partecipanti da 24 a 32. Le 32 nazionali partecipanti disputano un turno preliminare, nel quale sono divise in otto gironi da quattro squadre ciascuno. Le prime tre classificate di ciascun girone accedono al turno principale, nel quale sono divise in quattro gironi da sei squadre ciascuno. Le prime due classificate accedono ai quarti di finale per la conquista del titolo. Le squadre classificate dal terzo al sesto posto nel turno principale sono classificate dal nono al ventiquattresimo posto finale, in ordine, in base ai punti conquistati, poi alla differenza reti poi in base alle reti realizzate nel turno preliminare e, infine, per sorteggio. Le squadre classificate al quarto posto nel turno preliminare accedono alla Coppa del Presidente, dove le squadre sono divise in due gironi da quattro squadre ciascuno: le squadre classificate al primo posto competono per il venticinquesimo posto finale, le squadre classificate al secondo posto competono per il ventisettesimo posto finale, le squadre classificate al terzo posto competono per il ventinovesimo posto finale, le squadre classificate al quarto posto competono per il trentunesimo posto finale.

## Impianti
Il torneo verrà disputato in quattro sedi. Inizialmente, erano previste cinque sedi, ma il numero è stato ridotto dagli organizzatori per fronteggiare le incertezze derivanti dalla pandemia di COVID-19. Di conseguenza, il palazzo dello sport di Granollers è andato a sostituire il Palau Sant Jordi di Barcellona come sede della finale.
| Pabellón Ciutat de Castelló Capacità: 5 263       | Centro sportivo Pla de L'Arc Capacità: 4 200      |
|                                                   |                                                   |
| Granollers                                        | Torrevieja                                        |
| Palazzo dello sport di Granollers Capacità: 3 900 | Palazzo dello sport di Torrevieja Capacità: 3 300 |
|                                                   |                                                   |

## Nazionali partecipanti
Con l'allargamento del numero di squadre partecipanti da 24 a 32, l'IHF ha ridistribuito l'assegnazione dei posti per le federazioni continentali. I 12 posti aggiuntivi sono stati assegnati sulla base delle prime dodici posizioni della classifica finale del campionato mondiale 2019, quindi 10 posti aggiuntivi per le nazionali europee e 2 posti aggiuntivi per le nazionali asiatiche.
Poiché nessuna nazionale oceaniana è stata iscritta al torneo asiatico di qualificazione al campionato mondiale, la IHF ha aumentato a due le wild card, assegnandole alle federazioni di Slovacchia e Polonia. Inoltre, dato che il campionato asiatico 2021 è stato disputato da 11 squadre invece che da 12, il numero di squadre ammesse alla fase finale del campionato mondiale venne ridotto da 6 a 5 e una wild card è stata assegnata alla Cina.
In base alla decisione presa il 17 dicembre 2020 dal Tribunale Arbitrale dello Sport di ridurre la penalità inflitta alla Russia, con decorrenza due anni, dopo che l'agenzia mondiale antidoping (WADA) aveva bandito la Russia dalle principali manifestazioni sportive internazionali per 4 anni per aver falsificato i test antidoping dei propri atleti, la nazionale partecipa al campionato mondiale come "Federazione russa di pallamano".
| Competizione                          | Data                           | Posti | Qualificate                                                                                                  |
| ------------------------------------- | ------------------------------ | ----- | --- |
| Nazionale del Paese ospitante         | 28 gennaio 2017                | 1     | Spagna |
| Campionato mondiale 2019              | 30 novembre - 15 dicembre 2019 | 1     | Paesi Bassi                                                                                                  |
| Campionato europeo 2020               | 3-20 dicembre 2020             | 4     | Norvegia Francia Croazia Danimarca                                                                           |
| Qualificazioni europee                | 19 marzo - 21 aprile 2021      | 10    | Austria Germania Montenegro Rep. Ceca Romania Federazione russa di pallamano Serbia Slovenia Svezia Ungheria |
| Campionato africano 2021              | 8-18 giugno 2021               | 4     | Angola Camerun Tunisia Rep. del Congo                                                                        |
| Campionato Nor.Ca. 2021               | 22-25 agosto 2021              | 1     | Porto Rico                                                                                                   |
| Campionato asiatico 2021              | 15-25 settembre 2021           | 5     | Corea del Sud Giappone Kazakistan Iran Uzbekistan                                                            |
| Campionato sud e centroamericano 2021 | 5-9 ottobre 2021               | 3     | Argentina Brasile Paraguay                                                                                   |
| Oceania                               | -                              | 0     | - |
| Wild card                             | 8 agosto 2021                  | 2     | Polonia Slovacchia                                                                                           |
| Wild card                             | 23 settembre 2021              | 1     | Cina |

## Sorteggio
Il sorteggio si è tenuto a Castellón de la Plana il 12 agosto 2021.
Le fasce del sorteggio e la procedura sono stati resi noti l'8 agosto 2021. La Spagna, in quanto rappresentativa del paese organizzatore del campionato, ha avuto il diritto di scegliere il gruppo di appartenenza, con la decisione da prendere in un massimo di cinque minuti.
| Prima fascia                                                                                  | Seconda fascia                                                  | Terza fascia                                              | Quarta fascia                                                         |
| --------------------------------------------------------------------------------------------- | --------------------------------------------------------------- | --------------------------------------------------------- | --------------------------------------------------------------------- |
| Paesi Bassi Norvegia Spagna Francia Croazia Danimarca Federazione russa di pallamano Germania | Montenegro Ungheria Svezia Asia 1 Asia 2 Romania Serbia Austria | Angola SCA 1 SCA 2 Camerun Rep. Ceca Tunisia NAC 1 Asia 3 | Asia 4 Slovacchia Slovenia Asia 5 Asia 6 Rep. del Congo SCA 3 Polonia |

SCA si riferisce a Sud e Centro America, mentre NAC si riferisce a Nord America e Caraibi. I nomi di queste nazionali non erano noti al momento del sorteggio.

## Turno preliminare
Si qualificano al turno principale le prime tre classificate di ciascuno degli otto gironi, mentre la quarta accede alla Coppa del Presidente.
In caso di parità di punti tra due o più squadre di uno stesso gruppo, le posizioni in classifica verranno determinate prendendo in considerazione, nell'ordine, i seguenti criteri:
1. maggiore numero di punti negli scontri diretti tra le squadre interessate (classifica avulsa);
2. migliore differenza reti negli scontri diretti tra le squadre interessate (classifica avulsa);
3. maggiore numero di reti segnate negli scontri diretti tra le squadre interessate (classifica avulsa);
4. migliore differenza reti;
5. maggiore numero di reti segnate;
6. sorteggio.

L'orario di riferimento è quello locale UTC+1.

### Girone A

#### Classifica
| Pos. | Squadra    | Pt | G | V | N | P | GF | GS | DR  |
| ---- | ---------- | -- | - | - | - | - | -- | -- | --- |
| 1.   | Francia    | 6  | 3 | 3 | 0 | 0 | 83 | 57 | +26 |
| 2.   | Slovenia   | 3  | 3 | 1 | 1 | 1 | 71 | 72 | -1  |
| 3.   | Montenegro | 2  | 3 | 1 | 0 | 2 | 67 | 72 | -5  |
| 4.   | Angola     | 1  | 3 | 0 | 1 | 2 | 65 | 85 | -20 |

#### Risultati
| Arbitro: | D. Lončar, Z. Lončar |

|                  |           |            |
| Foppa, Granier 4 | Marcatori | Venâncio 5 |

| Arbitro: | Álvarez, Bustamante |

|             |           |        |
| Radičević 7 | Marcatori | Gros 6 |

| Arbitro: | M. Sá, V. Sá |

|           |           |             |
| Varagić 6 | Marcatori | Nze Minko 6 |

| Arbitro: | García, Paolantoni |

|              |           |          |
| Radičević 12 | Marcatori | Guialo 6 |

| Arbitro: | Stancu, Lovin |

|           |           |         |
| Pascoal 7 | Marcatori | Gros 12 |

| Arbitro: | Belkhiri, Hamidi |

|             |           |             |
| Lassource 6 | Marcatori | Radičević 7 |

### Girone B

#### Classifica
| Pos. | Squadra                        | Pt | G | V | N | P | GF | GS  | DR  |
| ---- | ------------------------------ | -- | - | - | - | - | -- | --- | --- |
| 1.   | Federazione russa di pallamano | 6  | 3 | 3 | 0 | 0 | 98 | 63  | +35 |
| 2.   | Serbia                         | 4  | 3 | 2 | 0 | 1 | 90 | 71  | +19 |
| 3.   | Polonia                        | 2  | 3 | 1 | 0 | 2 | 77 | 70  | +7  |
| 4.   | Camerun                        | 0  | 3 | 0 | 0 | 3 | 55 | 116 | -61 |

#### Risultati
| Arbitro: | Koo, Lee |

|           |           |        |
| Markova 6 | Marcatori | Ekoh 4 |

| Arbitro: | K. Gasmi, R. Gasmi |

|              |           |          |
| Janjušević 7 | Marcatori | Rosiak 6 |

| Arbitro: | Christiansen, Hansen |

|          |           |          |
| Rosiak 8 | Marcatori | Il'ina 8 |

| Arbitro: | Belkhiri, Hamidi |

|             |           |        |
| M. Agbaba 7 | Marcatori | Ekoh 7 |

| Arbitro: | M. Sá, V. Sá |

|        |           |          |
| Ekoh 9 | Marcatori | Rosiak 9 |

| Arbitro: | Merz, Kuttler |

|              |           |                          |
| Managarova 7 | Marcatori | Radojević, Stoiljković 4 |

### Girone C

#### Classifica
| Pos. | Squadra    | Pt | G | V | N | P | GF  | GS  | DR  |
| ---- | ---------- | -- | - | - | - | - | --- | --- | --- |
| 1.   | Norvegia   | 6  | 3 | 3 | 0 | 0 | 120 | 49  | +71 |
| 2.   | Romania    | 4  | 3 | 2 | 0 | 1 | 99  | 61  | +38 |
| 3.   | Kazakistan | 2  | 3 | 1 | 0 | 2 | 66  | 109 | -43 |
| 4.   | Iran       | 0  | 3 | 0 | 0 | 3 | 45  | 111 | -66 |

#### Risultati
| Arbitro: | Alpaidze, Berezkina |

|                |           |               |
| Dincă, Laslo 6 | Marcatori | Vatanparast 6 |

| Arbitro: | Erdoğan, Özdeniz |

|          |           |               |
| Hovden 7 | Marcatori | Alexandrova 7 |

| Arbitro: | H. El-Saied, Y. El-Saied |

|         |           |               |
| Moisă 6 | Marcatori | Alexandrova 8 |

| Arbitro: | A. Konjičanin, D. Konjičanin |

|                           |           |            |
| Abbasi, Bapiri, Norouzi 2 | Marcatori | Jacobsen 7 |

| Arbitro: | García, Paolantoni |

|               |           |             |
| Alexandrova 8 | Marcatori | Kiyaniara 6 |

| Arbitro: | Mitrović, Vešović |

|                 |           |         |
| Brattset Dale 7 | Marcatori | Laslo 6 |

### Girone D

#### Classifica
| Pos. | Squadra     | Pt | G | V | N | P | GF  | GS  | DR  |
| ---- | ----------- | -- | - | - | - | - | --- | --- | --- |
| 1.   | Paesi Bassi | 5  | 3 | 2 | 1 | 0 | 144 | 63  | +81 |
| 2.   | Svezia      | 5  | 3 | 2 | 1 | 0 | 125 | 56  | +69 |
| 3.   | Porto Rico  | 2  | 3 | 1 | 0 | 2 | 55  | 127 | -72 |
| 4.   | Uzbekistan  | 0  | 3 | 0 | 0 | 3 | 56  | 134 | -78 |

#### Risultati
| Arbitro: | A. Covalciuc, I. Covalciuc |

|                            |           |            |
| van Wetering, Vollebregt 8 | Marcatori | Ceballos 5 |

| Arbitro: | Sekulić, Jovandić |

|         |           |                                |
| Lerby 6 | Marcatori | Khudoykulova, Razakbergenova 3 |

| Arbitro: | Kuttler, Merz |

|           |           |            |
| Hagman 19 | Marcatori | Ceballos 3 |

| Arbitro: | Mitrović, Vešović |

|                            |           |                |
| Abdumannonova, Bahromova 4 | Marcatori | Bont, Nusser 7 |

| Arbitro: | Krichen, Makhlouf |

|            |           |                 |
| Ceballos 9 | Marcatori | Khudoykulova 10 |

| Arbitro: | A. Konjičanin, D. Konjičanin |

|        |           |           |
| Bont 6 | Marcatori | Roberts 8 |

### Girone E

#### Classifica
| Pos. | Squadra    | Pt | G | V | N | P | GF | GS | DR  |
| ---- | ---------- | -- | - | - | - | - | -- | -- | --- |
| 1.   | Germania   | 6  | 3 | 3 | 0 | 0 | 92 | 67 | +25 |
| 2.   | Ungheria   | 4  | 3 | 2 | 0 | 1 | 91 | 83 | +8  |
| 3.   | Rep. Ceca  | 2  | 3 | 1 | 0 | 2 | 74 | 86 | -12 |
| 4.   | Slovacchia | 0  | 3 | 0 | 0 | 3 | 74 | 95 | -21 |

#### Risultati
| Arbitro: | Belkhiri, Hamidi |

|                      |           |                               |
| Grijseels, Maidhof 4 | Marcatori | Jeřábková, V. Malá, Zachová 4 |

| Arbitro: | Christiansen, Hansen |

|                  |           |            |
| Háfra, Klujber 7 | Marcatori | Bíziková 8 |

| Arbitro: | Koo, Lee |

|                      |           |             |
| Bajčiová, Bíziková 4 | Marcatori | Grijseels 6 |

| Arbitro: | K. Gasmi, R. Gasmi |

|            |           |              |
| Klujber 11 | Marcatori | Jeřábková 10 |

| Arbitro: | Erdoğan, Özdeniz |

|                      |           |         |
| Jeřábková, Zachová 4 | Marcatori | Lancz 5 |

| Arbitro: | Álvarez, Bustamante |

|                      |           |          |
| Maidhof, Schmelzer 5 | Marcatori | Lukács 5 |

### Girone F

#### Classifica
| Pos. | Squadra        | Pt | G | V | N | P | GF  | GS | DR  |
| ---- | -------------- | -- | - | - | - | - | --- | -- | --- |
| 1.   | Danimarca      | 6  | 3 | 3 | 0 | 0 | 103 | 57 | +46 |
| 2.   | Corea del Sud  | 4  | 3 | 2 | 0 | 1 | 91  | 87 | +4  |
| 3.   | Rep. del Congo | 2  | 3 | 1 | 0 | 2 | 74  | 94 | -20 |
| 4.   | Tunisia        | 0  | 3 | 0 | 0 | 3 | 69  | 99 | -30 |

#### Risultati
| Arbitro: | García, Paolantoni |

|          |           |        |
| Kim S. 6 | Marcatori | Nkou 5 |

| Arbitro: | M. Sá, V. Sá |

|            |           |          |
| Heindahl 6 | Marcatori | Amiche 5 |

| Arbitro: | Stancu, Lovin |

|       |           |          |
| Ryu 7 | Marcatori | Rezgui 6 |

| Arbitro: | D. Lončar, Z. Lončar |

|            |           |          |
| Ngombele 5 | Marcatori | Nolsøe 6 |

| Arbitro: | A. Covalciuc, I. Covalciuc |

|           |           |          |
| Hachana 7 | Marcatori | Yimga 11 |

| Arbitro: | K. Gasmi, R. Gasmi |

|           |           |       |
| Iversen 6 | Marcatori | Ryu 9 |

### Girone G

#### Classifica
| Pos. | Squadra  | Pt | G | V | N | P | GF | GS  | DR  |
| ---- | -------- | -- | - | - | - | - | -- | --- | --- |
| 1.   | Brasile  | 6  | 3 | 3 | 0 | 0 | 92 | 69  | +23 |
| 2.   | Giappone | 4  | 3 | 2 | 0 | 1 | 93 | 72  | +21 |
| 3.   | Croazia  | 2  | 3 | 1 | 0 | 2 | 89 | 74  | +15 |
| 4.   | Paraguay | 0  | 3 | 0 | 0 | 3 | 52 | 111 | -59 |

#### Risultati
| Arbitro: | H. El-Saied, Y. El-Saied |

|            |           |            |
| Blažević 7 | Marcatori | de Paula 7 |

| Arbitro: | A. Konjičanin, D. Konjičanin |

|                     |           |                    |
| Aizawa, Yoshidome 6 | Marcatori | Fernández, Fiore 4 |

| Arbitro: | Erdoğan, Özdeniz |

|         |           |                  |
| Acuña 5 | Marcatori | Blažević, Turk 6 |

| Arbitro: | Christiansen, Hansen |

|                           |           |           |
| Aizawa, Hattori, Ohyama 4 | Marcatori | Cardoso 7 |

| Arbitro: | Koo, Lee |

|            |           |                      |
| Quintino 6 | Marcatori | Fernández, Mendoza 3 |

| Arbitro: | Alpaidze, Berezkina |

|          |           |            |
| Kalaus 6 | Marcatori | Nakayama 9 |

### Girone H

#### Classifica
| Pos. | Squadra   | Pt | G | V | N | P | GF | GS  | DR  |
| ---- | --------- | -- | - | - | - | - | -- | --- | --- |
| 1.   | Spagna    | 6  | 3 | 3 | 0 | 0 | 93 | 50  | +43 |
| 2.   | Argentina | 4  | 3 | 2 | 0 | 1 | 80 | 82  | -2  |
| 3.   | Austria   | 2  | 3 | 1 | 0 | 2 | 86 | 89  | -3  |
| 4.   | Cina      | 0  | 3 | 0 | 0 | 3 | 69 | 107 | -38 |

#### Risultati
| Arbitro: | Alpaidze, Berezkina |

|                  |           |                  |
| Cabral, Campos 5 | Marcatori | Karsten, Urban 3 |

| Arbitro: | Mitrović, Vešović |

|          |           |         |
| Pandza 9 | Marcatori | Zhang 8 |

| Arbitro: | Krichen, Makhlouf |

|           |           |            |
| Pandza 10 | Marcatori | Karsten 11 |

| Arbitro: | A. Covalciuc, I. Covalciuc |

|           |           |          |
| Wang S. 3 | Marcatori | Cabral 5 |

| Arbitro: | H. El-Saied, Y. El-Saied |

|           |           |       |
| Karsten 8 | Marcatori | Jin 8 |

| Arbitro: | Sekulić, Jovandić |

|          |           |          |
| Martín 9 | Marcatori | Kovács 8 |

## Coppa del Presidente

### Girone I

#### Classifica
| Pos. | Squadra    | Pt | G | V | N | P | GF  | GS  | DR  |
| ---- | ---------- | -- | - | - | - | - | --- | --- | --- |
| 1.   | Angola     | 6  | 3 | 3 | 0 | 0 | 128 | 43  | +85 |
| 2.   | Camerun    | 4  | 3 | 2 | 0 | 1 | 98  | 75  | +23 |
| 3.   | Uzbekistan | 2  | 3 | 1 | 0 | 2 | 71  | 126 | -55 |
| 4.   | Iran       | 0  | 3 | 0 | 0 | 3 | 57  | 110 | -53 |

#### Risultati
| Arbitro: | Lovin, Stancu |

|           |           |        |
| Kassoma 6 | Marcatori | Ekoh 7 |

| Arbitro: | H. El-Saied, Y. El-Saied |

|           |           |                 |
| Ghasemi 9 | Marcatori | Khudoykulova 11 |

| Arbitro: | Stancu, Lovin |

|           |           |             |
| Kassoma 8 | Marcatori | Kiyaniara 4 |

| Arbitro: | M. Sá, V. Sá |

|          |           |             |
| Ateba 14 | Marcatori | Bahromova 6 |

| Arbitro: | M. Sá, V. Sá |

|            |           |           |
| Mirzaeva 3 | Marcatori | Kassoma 8 |

| Arbitro: | Erdoğan, Özdeniz |

|          |           |             |
| Ebanga 7 | Marcatori | Kiyaniara 5 |

### Girone II

#### Classifica
| Pos. | Squadra    | Pt | G | V | N | P | GF | GS | DR  |
| ---- | ---------- | -- | - | - | - | - | -- | -- | --- |
| 1.   | Slovacchia | 6  | 3 | 3 | 0 | 0 | 74 | 54 | +20 |
| 2.   | Tunisia    | 4  | 3 | 2 | 0 | 1 | 72 | 59 | +13 |
| 3.   | Paraguay   | 2  | 3 | 1 | 0 | 2 | 85 | 92 | -7  |
| 4.   | Cina       | 0  | 3 | 0 | 0 | 3 | 24 | 50 | -26 |

Il 9 dicembre 2021 la Cina si è ritirata dalla manifestazione a causa della positività al COVID-19 di una giocatrice e per il conseguente isolamento di tutta la squadra.

#### Risultati
| Arbitro: | Erdoğan, Özdeniz |

|            |           |          |
| Bíziková 9 | Marcatori | Rezgui 6 |

| Arbitro: | M. Sá, V. Sá |

|           |           |       |
| Mendoza 6 | Marcatori | Jin 9 |

| Arbitro: | H. El-Saied, Y. El-Saied |

|         |           |                |
| Lancz 9 | Marcatori | Acuña, Fiore 8 |

| Llíria 10 dicembre 2021, ore 17:30 UTC+1 | Tunisia | 10 – 0 a tavolino | Cina | Centro sportivo Pla de L'Arc |

| Llíria 12 dicembre 2021, ore 15:00 UTC+1 | Cina | 0 – 10 a tavolino | Slovacchia | Centro sportivo Pla de L'Arc |

| Arbitro: | Lovin, Stancu |

|           |           |             |
| Hachana 8 | Marcatori | Fernández 8 |

### Finale 31º posto
| Llíria 15 dicembre 2021, ore 10:00 UTC+1 | Iran | 10 – 0 a tavolino | Cina | Centro sportivo Pla de L'Arc |

### Finale 29º posto
| Arbitro: | H. El-Saied, Y. El-Saied |

|                  |           |          |
| Abdumannonova 11 | Marcatori | Fiore 10 |

### Finale 27º posto
| Arbitro: | Erdoğan, Özdeniz |

|                 |           |            |
| Essam, Ebanga 9 | Marcatori | Hachana 10 |

### Finale 25º posto
| Arbitro: | Koo, Lee |

|                   |           |            |
| Guialo, Kassoma 6 | Marcatori | Bíziková 7 |

## Turno principale

### Gruppo I

#### Classifica
| Pos. | Squadra                        | Pt | G | V | N | P | GF  | GS  | DR  |
| ---- | ------------------------------ | -- | - | - | - | - | --- | --- | --- |
| 1.   | Francia                        | 10 | 5 | 5 | 0 | 0 | 134 | 100 | +34 |
| 2.   | Federazione russa di pallamano | 7  | 5 | 3 | 1 | 1 | 143 | 129 | +14 |
| 3.   | Serbia                         | 6  | 5 | 3 | 0 | 2 | 124 | 125 | -1  |
| 4.   | Polonia                        | 4  | 5 | 2 | 0 | 3 | 120 | 131 | -11 |
| 5.   | Slovenia                       | 3  | 5 | 1 | 1 | 3 | 123 | 131 | -8  |
| 6.   | Montenegro                     | 0  | 5 | 0 | 0 | 5 | 115 | 143 | -28 |

#### Risultati
| Arbitro: | García, Paolantoni |

|          |           |          |
| Il'ina 7 | Marcatori | Stanko 7 |

| Arbitro: | Álvarez, Bustamante |

|             |           |             |
| Radičević 8 | Marcatori | Radojević 8 |

| Arbitro: | D. Lončar, Z. Lončar |

|         |           |                         |
| Foppa 5 | Marcatori | Balsam, Nocuń, Roszak 3 |

| Arbitro: | Erdoğan, Özdeniz |

|                      |           |                           |
| Brnović, Radičević 7 | Marcatori | Fomina, Skorobogatčenko 6 |

| Arbitro: | Álvarez, Bustamante |

|             |           |         |
| Radojević 5 | Marcatori | Zaadi 6 |

| Arbitro: | A. Covalciuc, I. Covalciuc |

|        |           |         |
| Gros 8 | Marcatori | Nocuń 6 |

| Arbitro: | Paolantoni, García |

|          |           |           |
| Rosiak 7 | Marcatori | Brnović 6 |

| Arbitro: | Merz, Kuttler |

|               |           |           |
| Stoiljković 7 | Marcatori | Varagić 5 |

| Arbitro: | Álvarez, Bustamante |

|              |           |                 |
| Managarova 5 | Marcatori | Foppa, Pineau 5 |

### Gruppo II

#### Classifica
| Pos. | Squadra     | Pt | G | V | N | P | GF  | GS  | DR   |
| ---- | ----------- | -- | - | - | - | - | --- | --- | ---- |
| 1.   | Norvegia    | 9  | 5 | 4 | 1 | 0 | 189 | 111 | +78  |
| 2.   | Svezia      | 8  | 5 | 3 | 2 | 0 | 198 | 121 | +77  |
| 3.   | Paesi Bassi | 7  | 5 | 3 | 1 | 1 | 212 | 128 | +84  |
| 4.   | Romania     | 4  | 5 | 2 | 0 | 3 | 163 | 135 | +28  |
| 5.   | Porto Rico  | 2  | 5 | 1 | 0 | 4 | 82  | 216 | -134 |
| 6.   | Kazakistan  | 0  | 5 | 0 | 0 | 5 | 97  | 230 | -133 |

#### Risultati
| Arbitro: | Alpaidze, Berezkina |

|                |           |                 |
| Van Wetering 6 | Marcatori | Laslo, Pintea 6 |

| Arbitro: | Erdoğan, Özdeniz |

|                    |           |                                |
| Solberg-Isaksen 10 | Marcatori | Ceballos, Hiraldo, Rodríguez 2 |

| Arbitro: | Koo, Lee |

|               |           |           |
| Alexandrova 7 | Marcatori | Hagman 19 |

| Arbitro: | Mitrović, Vešović |

|              |           |                     |
| Dindiligan 7 | Marcatori | Ceballos, Fuentes 4 |

| Arbitro: | Koo, Lee |

|               |           |                 |
| Alexandrova 5 | Marcatori | Van Wetering 18 |

| Arbitro: | Kuttler, Merz |

|          |           |               |
| Hagman 9 | Marcatori | Kristiansen 7 |

| Arbitro: | Koo, Lee |

|             |           |               |
| Ceballos 13 | Marcatori | Alexandrova 8 |

| Arbitro: | Mitrović, Vešović |

|         |           |         |
| Blohm 7 | Marcatori | Laslo 7 |

| Arbitro: | A. Konjičanin, D. Konjičanin |

|            |           |           |
| Housheer 9 | Marcatori | Reistad 9 |

### Gruppo III

#### Classifica
| Pos. | Squadra        | Pt | G | V | N | P | GF  | GS  | DR  |
| ---- | -------------- | -- | - | - | - | - | --- | --- | --- |
| 1.   | Danimarca      | 10 | 5 | 5 | 0 | 0 | 159 | 90  | +69 |
| 2.   | Germania       | 8  | 5 | 4 | 0 | 1 | 138 | 123 | +15 |
| 3.   | Ungheria       | 6  | 5 | 3 | 0 | 2 | 140 | 134 | +6  |
| 4.   | Corea del Sud  | 4  | 5 | 2 | 0 | 3 | 148 | 156 | -8  |
| 5.   | Rep. Ceca      | 2  | 5 | 1 | 0 | 4 | 114 | 145 | -31 |
| 6.   | Rep. del Congo | 0  | 5 | 0 | 0 | 5 | 102 | 153 | -51 |

#### Risultati
| Arbitro: | A. Covalciuc, I. Covalciuc |

|             |           |          |
| Cholevová 6 | Marcatori | Kim Y. 8 |

| Arbitro: | Belkhiri, Hamidi |

|                 |           |              |
| Stockschlader 6 | Marcatori | Diagouraga 7 |

| Arbitro: | D. Lončar, Z. Lončar |

|             |           |          |
| Jørgensen 6 | Marcatori | Kácsor 4 |

| Arbitro: | Paolantoni, García |

|          |           |                   |
| Lee M. 6 | Marcatori | Bölk, Grijseels 8 |

| Arbitro: | A. Covalciuc, I. Covalciuc |

|           |           |            |
| Planéta 8 | Marcatori | Ngombele 7 |

| Arbitro: | Belkhiri, Hamidi |

|            |           |         |
| Kovářová 4 | Marcatori | Friis 4 |

| Arbitro: | D. Lončar, Z. Lončar |

|                 |           |           |
| Divoko, Yimga 4 | Marcatori | Zachová 6 |

| Arbitro: | A. Covalciuc, I. Covalciuc |

|          |           |         |
| Lee M. 6 | Marcatori | Háfra 8 |

| Arbitro: | Paolantoni, García |

|                                |           |             |
| Haugsted, Højlund, Jørgensen 5 | Marcatori | Grijseels 5 |

### Gruppo IV

#### Classifica
| Pos. | Squadra   | Pt | G | V | N | P | GF  | GS  | DR  |
| ---- | --------- | -- | - | - | - | - | --- | --- | --- |
| 1.   | Spagna    | 10 | 5 | 5 | 0 | 0 | 142 | 105 | +37 |
| 2.   | Brasile   | 8  | 5 | 4 | 0 | 1 | 145 | 127 | +18 |
| 3.   | Giappone  | 6  | 5 | 3 | 0 | 2 | 142 | 140 | +2  |
| 4.   | Croazia   | 2  | 5 | 1 | 0 | 4 | 125 | 134 | -9  |
| 5.   | Austria   | 2  | 5 | 1 | 0 | 4 | 136 | 155 | -19 |
| 6.   | Argentina | 2  | 5 | 1 | 0 | 4 | 112 | 141 | -29 |

#### Risultati
| Arbitro: | Christiansen, Hansen |

|              |           |                 |
| S. Posavec 8 | Marcatori | Mendoza, Cavo 5 |

| Arbitro: | K. Gasmi, R. Gasmi |

|          |           |                   |
| Araujo 6 | Marcatori | Ivancok, Kovacs 8 |

| Arbitro: | Krichen, Makhlouf |

|                      |           |                     |
| Cabral, Echeverria 5 | Marcatori | Aizawa, Matsumoto 7 |

| Arbitro: | A. Konjičanin, D. Konjičanin |

|           |           |           |
| Karsten 5 | Marcatori | Matieli 9 |

| Arbitro: | Jovandić, Sekulić |

|         |           |           |
| Kondo 6 | Marcatori | Ivancok 8 |

| Arbitro: | K. Gasmi, R. Gasmi |

|            |           |          |
| Blažević 7 | Marcatori | Cabral 6 |

| Arbitro: | Christiansen, Hansen |

|            |           |                             |
| Karsten 13 | Marcatori | Aizawa, Hattori, Nakayama 7 |

| Arbitro: | Krichen, Makhlouf |

|          |           |          |
| Kovacs 7 | Marcatori | Kalaus 6 |

| Arbitro: | Sekulić, Jovandić |

|          |           |            |
| Cabral 7 | Marcatori | Quintino 6 |

## Fase finale

### Tabellone
|  | Quarti di finale        | Quarti di finale |                  |        | Semifinali                | Semifinali                |  |  | Finale           | Finale |
|  |                         |                  |                  |        |                           |                           |  |  |                  |        |
|  | 15 dicembre 2021        |                  |                  |        |                           |                           |  |  |                  |        |
|  |                         |                  |                  |        |                           |                           |  |  |                  |        |
|  | Francia                 | 31               |                  |        |                           |                           |  |  |                  |        |
|  | Francia                 | 31               | 17 dicembre 2021 |        |                           |                           |  |  |                  |        |
|  | Svezia                  | 26               |                  |        |                           |                           |  |  |                  |        |
|  | Svezia                  | 26               | Francia          | 23     |                           |                           |  |  |                  |        |
|  | 14 dicembre 2021        |                  | Francia          | 23     |                           |                           |  |  |                  |        |
|  |                         | Danimarca        | 22               |        |                           |                           |  |  |                  |        |
|  | Danimarca               | Danimarca        | 22               | 30     |                           |                           |  |  |                  |        |
|  | Danimarca               |                  | 19 dicembre 2021 | 30     |                           |                           |  |  |                  |        |
|  | Brasile                 | 25               |                  |        |                           |                           |  |  |                  |        |
|  | Brasile                 | 25               | Francia          | 22     |                           |                           |  |  |                  |        |
|  | 15 dicembre 2021        |                  | Francia          | 22     |                           |                           |  |  |                  |        |
|  |                         | Norvegia         | 29               |        |                           |                           |  |  |                  |        |
|  | Norvegia                | Norvegia         | 29               | 34     |                           |                           |  |  |                  |        |
|  | Norvegia                | 17 dicembre 2021 |                  | 34     |                           |                           |  |  |                  |        |
|  | Fed. russa di pallamano | 28               |                  |        |                           |                           |  |  |                  |        |
|  | Fed. russa di pallamano | 28               | Norvegia         | 27     | Finale per il terzo posto | Finale per il terzo posto |  |  |                  |        |
|  | 14 dicembre 2021        |                  | Norvegia         | 27     | Finale per il terzo posto | Finale per il terzo posto |  |  |                  |        |
|  |                         | Spagna           | 21               |        |                           |                           |  |  |                  |        |
|  | Spagna                  | Spagna           | 21               | 26     | Danimarca                 | 35                        |  |  |                  |        |
|  | Spagna                  |                  |                  | 26     | Danimarca                 | 35                        |  |  |                  |        |
|  | Germania                | 21               |                  | Spagna | 28                        |                           |  |  |                  |        |
|  | Germania                | 21               |                  |        | 28                        |                           |  |  |                  |        |
|  |                         |                  |                  |        |                           |                           |  |  | 19 dicembre 2021 |        |
|  |                         |                  |                  |        |                           |                           |  |  |                  |        |

### Quarti di finale
| Arbitro: | Sekulić, Jovandić |

|          |           |            |
| Nolsøe 6 | Marcatori | Cardoso 10 |

| Arbitro: | Christiansen, Hansen |

|          |           |           |
| Campos 7 | Marcatori | Maidhof 6 |

| Arbitro: | Merz, Kuttler |

|        |           |                            |
| Mørk 9 | Marcatori | Markova, Skorobogatčenko 4 |

| Arbitro: | Alpaidze, Berezkina |

|                                |           |          |
| Flippes, Lassource, Toublanc 4 | Marcatori | Hagman 9 |

### Semifinali
| Arbitro: | Álvarez, Bustamante |

|         |           |            |
| Foppa 4 | Marcatori | Haugsted 5 |

| Arbitro: | Merz, Kuttler |

|        |           |          |
| Mørk 8 | Marcatori | Cabral 5 |

### Finale 3º posto
| Arbitro: | A. Konjičanin, D. Konjičanin |

|            |           |          |
| Burgaard 7 | Marcatori | Martín 6 |

### Finale
| Arbitro: | Alpaidze, Berezkina |

|          |           |           |
| Pineau 4 | Marcatori | Reistad 6 |

## Classifica finale
| Pos.    | Nazione                 |
| ------- | ----------------------- |
| Oro     | Norvegia                |
| Argento | Francia                 |
| Bronzo  | Danimarca               |
| 4       | Spagna                  |
| 5       | Svezia                  |
| 6       | Brasile                 |
| 7       | Germania                |
| 8       | Fed. russa di pallamano |
| 9       | Paesi Bassi             |
| 10      | Ungheria                |
| 11      | Giappone                |
| 12      | Serbia                  |
| 13      | Romania                 |
| 14      | Corea del Sud           |
| 15      | Polonia                 |
| 16      | Austria                 |
| 17      | Slovenia                |
| 18      | Croazia                 |
| 19      | Rep. Ceca               |
| 20      | Porto Rico              |
| 21      | Argentina               |
| 22      | Montenegro              |
| 23      | Rep. del Congo          |
| 24      | Kazakistan              |
| 25      | Angola                  |
| 26      | Slovacchia              |
| 27      | Tunisia                 |
| 28      | Camerun                 |
| 29      | Paraguay                |
| 30      | Uzbekistan              |
| 31      | Iran                    |
| 32      | Cina                    |

|  | Qualificata al campionato mondiale 2023 |

## Statistiche

### Classifica marcatrici
Fonte: sito ufficiale IHF.
| Pos. | Nome               | Nazionale   | Reti | Tiri | %   |
| ---- | ------------------ | ----------- | ---- | ---- | --- |
| 1    | Nathalie Hagman    | Svezia      | 71   | 91   | 78% |
| 2    | Alexandrina Cabral | Spagna      | 44   | 81   | 54% |
| 3    | Irina Alexandrova  | Kazakistan  | 43   | 87   | 49% |
| 3    | Elke Karsten       | Argentina   | 43   | 73   | 59% |
| 3    | Patricia Kovács    | Austria     | 43   | 74   | 58% |
| 3    | Nora Mørk          | Norvegia    | 43   | 62   | 69% |
| 7    | Cyrielle Ebanga    | Camerun     | 41   | 79   | 52% |
| 7    | Jovanka Radičević  | Montenegro  | 41   | 56   | 73% |
| 9    | Bo van Wetering    | Paesi Bassi | 40   | 50   | 80% |
| 10   | Kari Brattset Dale | Norvegia    | 38   | 46   | 83% |
| 10   | Albertina Kassoma  | Angola      | 38   | 42   | 90% |
| 10   | Henny Reistad      | Norvegia    | 38   | 60   | 63% |

## Premi individuali
Migliori giocatrici del torneo.
| Ruolo               | Giocatrice         |
| ------------------- | ------------------ |
| Migliore giocatrice | Kari Brattset Dale |
| Portiere            | Sandra Toft        |
| Ala sinistra        | Coralie Lassource  |
| Terzino sinistro    | Henny Reistad      |
| Centrale            | Grâce Zaadi Deuna  |
| Terzino destro      | Nora Mørk          |
| Ala destra          | Carmen Martín      |
| Pivot               | Pauletta Foppa     |